# 吳華 (弘治進士)
吳華（1468年—？），字德輝，江西撫州府臨川縣人，軍籍，明朝政治人物。

## 生平
弘治十七年（1504年）甲子科江西鄉試第十六名舉人，十八年（1505年）中式乙丑科會試第一百九十八名，三甲第二十八名進士。授江浦縣知縣，正德九年（1514年）任崇明縣知縣。十五年（1520年）任襄陽府知府。

## 家族
曾祖吳武；祖父吳肇；父吳甫，母黃氏。具慶下。弟吳蘭、吳英。